# Ljudi u crnom
Ljudi u crnom (eng. Men in Black), navodno, pripadnici američke tajne službe, čija se pojava vezuje uz pojavu fenomena NLO-a. Prema vjerovanju i izjavama očevidaca, radi se o muškarcima u crnim odijelima koji se predstavljaju kao vladini agenti i stupaju u kontakt s ljudima koji su vidjeli neidentificirane leteće objekte ili pokazali interes za njih. Opisuje ih se kao visoke i mršave ljude u crnim odijelima, s bijelim košuljama, crnim šeširima i s crnim naočalama, koji nastupaju hladno i bezizražajno te koji nakon ispitivanja očevidaca, upozoravaju ili čak prijete ljudima da ne spominju događaje vezane uz viđenja NLO-a.
Jedan od prvih zabilježenih slučajeva pojave ljudi u crnom, dogodio se 1947. godine, nakon što je izvjesni Harold Dahl opazio grupu NLO-a dok se vozio na brodu. Nakon što je javno obznanio svoje viđenje, ubrzo je bio svjedokom neobičnog i neugodnog susreta s osobom u crnom odijelu koja je zaprijetila njemu i njegovoj obitelji ako nastavi pričati o tome da je vidio NLO.
Jedan od najpoznatijih dokumentiranih slučajeva, dogodio se u američkoj saveznoj državi Ohio, 1967. godine, kada je izvjesni američki državljanin Robert Richardson, vozeći se automobilom kroz šumu, udario u nepoznati objekt na cesti. Budući da je objekt bio neobičan po obliku i materijalu od kojeg je bio napravljen, Richardson je, navodnom, uzeo dio tog metalnog objekta i odnio ga je na analizu, kako bi se doznalo o kakvom objektu se radi. Ubrzo su mu došla na kućna vrata dva agenta u crnim odijelima, koja su ga stala ispitivati o tom događaju. Nedugo kasnije, došla su mu na vrata druga dvojica muškaraca u tamnim odijelima koja su tražila komad nepoznatog objekta, a kada im ga je odbio dati počeli su mu prijetiti te su naposljetku otišli i više se nisu vratili. Vjeruje se kako je njihov cilj zastrašiti ljude koji su vidjeli NLO-e, kako bi ih natjerali da ne pričaju o svojim iskustvima.
Posebno neobičan slučaj dogodio se, navodno, u gradu Old Orchard Beach u američkoj saveznoj državi Maineu, 1976. godine, kada je ugledni obiteljski liječnik, Herbert Hopkins, tijekom proučavanja dokumenata vezanih uz NLO, dobio poziv čovjeka koji mu se predstavio kao predstavnik organizacije iz New Jerseyja, koja proučava NLO-e i zakazao sastanak s njime. Odmah nakon završetka telefonskog razgovora, Hopkinsu se pojavio na vratima čovjek, kojeg je opisao kao muškarca u crnom odijelu, s bijelom košuljom, ćelav i bez obrva. Prema opisu doktora, djelovao je blijedo i beživotno, kao da je lutka, što ga je prestrašilo. Nakon kratko razgovora, stranac je naredio Hopkinsu da uništi sve dokumente o NLO-ima koje je imao u svom posjedu.
Skeptici smatraju da se u velikoj većini takvih priča radi o lažnim svjedočenjima i izmišljenim pričama iz treće ruke, a kod stvarnih događaja njihovu interpretaciju pripisuju subjektivnim tumačenjima očevidaca.

## U popularnoj kulturi
- Godine 1997. snimljen je američki znanstveno-fantastični film Ljudi u crnom s Willom Smithom i Tommyjem Lee Jonesom u glavnim ulogama, na temelju stripa The Men in Black (1990.), koji tematizira tajnu obavještajnu agenciju koja se bavi istraživanjem paranormalnih aktivnosti na Zemlji bori protiv zlih izvanzemaljaca, vampira, zombija i drugih fantastičnih bića. Poslije uspjeha originalnog filma, snimljena su još dva nastavka Ljudi u crnom II. (2002.) i Ljudi u crnom III. (2012.), kao i spin-off filmu Ljudi u crnom: Globalna prijetnja (2019.).

- U Bonnelijevim stripovima, Ljudi u crnom su drevna organizacija, stara tisućama godina s kojom se povremeno sukobljava naslovni junak, američki arheolog i istražitelj Martin Mystère. Prvi put se pojavljuju u prvom broju Martina Mystèrea pod nazivom Ljudi u crnom (tal. Gli uomini in nero) iz 1982. godine. Pojavljuju se i u nekim drugim srodnim stripovima.